# Rap103/TSG Mantel-Weiherhammer
Der TSG Mantel-Weiherhammer e.V. ist ein deutscher Sportverein aus dem oberpfälzischen Weiherhammer mit verschiedenen Abteilungen, wie Fußball und vielem mehr. Die Abteilung Fußball wurde am 17.10.1928 als FV Weiherhammer gegründet.